# Cobubatha balteata
Cobubatha balteata là một loài bướm đêm trong họ Noctuidae.